# We Come in Pieces
We Come in Pieces è un DVD del gruppo musicale britannico Placebo, pubblicato il 31 ottobre 2011 dalla Elevator Lady Ltd e dalla Eagle Vision.

## Descrizione
Il DVD contiene l'esibizione dal vivo del gruppo alla Brixton Academy di Londra tenutasi il 28 settembre 2010, ultima data del loro tour in supporto al sesto album in studio Battle for the Sun, mentre l'edizione speciale e Blu-ray contengono inoltre un cortometraggio scritto da Jeff Tetreault e un documentario dell'ultimo tour del gruppo diretto da Charlie Targett-Adams. Tutte le edizioni contengono ulteriori cinque tracce bonus registrate dal vivo durante vari concerti del Battle for the Sun Tour.

## Tracce
Battle for Brixton
1. Nancy Boy
2. Ashtray Heart
3. Battle for the Sun
4. Soulmates
5. Kitty Litter
6. Every You Every Me
7. Special Needs
8. Breathe Underwater
9. The Never-Ending Why
10. Bright Lights
11. Meds
12. Teenage Angst
13. All Apologies – originariamente interpretata dai Nirvana
14. For What It's Worth
15. Song to Say Goodbye
16. The Bitter End
17. Trigger Happy Hands
18. Post Blue
19. Infra-Red
20. Taste in Men

Tracce bonus
1. Kitty Litter
2. Speak in Tongue
3. For What It's Worth
4. Breath Underwater
5. Bright Lights
6. Trigger Happy Hands

Coming Up for Air (edizione deluxe / BD)
1. Documentary
2. Trigger Happy Hands

## Formazione
- Brian Molko – voce, chitarra
- Stefan Olsdal – chitarra, basso, voce secondaria
- Steve Forrest – batteria

Turnisti
- Bill Lloyd – pianoforte, tastiera, basso
- Nick Gavrilovic – chitarra, tastiera, cori
- Fiona Brice – violino, tastiera, theremin, percussioni, cori